# Vlčice (přírodní památka)
Vlčice je přírodní památka severozápadně od Starých Křečan v okrese Děčín v Ústeckém kraji. Tvoří ji fragment staré acidofilní bučiny s výskytem ohrožených druhů ptáků (holub doupňák, sýc rousný, lejsek malý) a hmyzu.

## Historie
Chráněné území vyhlásil Krajský úřad Ústeckého kraje v kategorii přírodní památka s účinností od 12. února 2022.

## Přírodní poměry
Přírodní památka s rozlohou 27,31 hektaru leží v katastrálním území Staré Křečany.

### Abiotické poměry
Geologické tvoří podloží granodiorit lužického masivu. V geomorfologickém členění Česka přírodní památka leží ve Šluknovské pahorkatině, konkrétně v jejím okrsku Šenovská pahorkatina. Leží na severním úbočí vrchu Vlčice v nadmořské výšce 398–504 metrů. Z půdních typů se na lokalitě vyvinuly skeletovité kambizemě.
V rámci Quittovy klasifikace podnebí se přírodní památka nachází v mírně teplé oblasti MT4, pro kterou jsou typické průměrné teploty −2 až −3 °C v lednu a 16–17 °C v červenci. Roční úhrn srážek dosahuje 500–750 milimetrů. Mrazových dnů bývá 110–130, zatímco letních dnů jen dvacet až třicet.

### Flóra
V bylinném patru rostou druhy běžné pro acidofilní a ve východní části lokality i pro květnaté bučiny. Patří k nim věsenka nachová (Prenanthes purpurea), metlička křivolaká (Avenella flexuosa), lipnice hajní (Poa nemoralis), ostřice třeslicovitá (Carex brizoides), třtina chloupkatá (Calamagrostis villosa), kostřava lesní (Festuca altissima), vraní oko čtyřlisté (Paris quadrifolia), kyčelnice cibulkonosná (Dentaria bulbifera), čarovník alpský (Circaea alpina), bukovník kapraďovitý (Gymnocarpium dryopteris), ostřice řídkoklasá (Carex remota), ostřice lesní (Carex sylvatica), netýkavka nedůtklivá (Impatiens noli-tangere), náprstník červený (Digitalis purpurea), strdivka jednokvětá (Melica uniflora) nebo pitulník horský (Galeobdolon montanum).

### Houby
Při průzkumu v roce 2018 byly nalezeny houby pórnatka bledoplevá (Ceriporiopsis gilvescens), smolokorka buková (Ischnoderma resinosum) a rezavec pokožkový (Inonotus cuticularis), které indikují vysokou přírodní hodnotu lesa.

### Fauna
Velké množství starých stromů a mrtvého dřeva poskytuje životní podmínky pro saproxylické brouky. V roce 2018 bylo nalezeno 64 druhů, z nichž jsou na červeném seznamu zapsány druhy lesan lodičník (Lymexylon navale), kůrař maďalový (Corticeus unicolor), hubojed lopatkoskvrnný (Mycetochara axillaris), hubojed čárkovaný (Mycetochara maura), dřevožrout niťový (Synchita undata), kovařík bledý (Agriotes pallidulus), kovařík Selatosomus crusiatus, dřevomil Hylis cariniceps, lenec Conopalpus testaceus a lesák Pediacus depressus.
Přímo na lokalitě nebo v jejím bezprostředním okolí hnízdí ptáci lejsek malý (Ficedula parva), lejsek šedý (Muscicapa striata), výr velký (Bubo bubo), holub doupňák (Columba oenas), včelojed lesní (Pernis apivorus), jestřáb lesní (Accipiter gentilis), ořešník kropenatý (Nucifraga caryocatactes), krkavec velký (Corvus corax) nebo sýc rousný (Aegolius funereus). Pozorováni byli také čáp černý (Ciconia nigra), luňák červený (Milvus milvus) a žluna šedá (Picus canus).

## Ochrana přírody
Předmětem ochrany v přírodní památce je ekosystém acidofilní bučiny s doloženým výskytem silně ohrožených druhů ptáků holuba doupňáka, sýce rousného, lejska malého a brouka dřevomila Hylis cariniceps. Cílem ochranářských opatření je samovolně se vyvíjející se les o rozloze alespoň dvanáct hektarů se všemi růstovými stádii dřevin.